# Baškovce, Humenné
Baškovce este o comună slovacă, aflată în districtul Humenné din regiunea Prešov. Localitatea se află la altitudinea de 194 m deasupra n.m., se întinde pe o suprafață de 6,63 km2 și în 2017 număra 413 locuitori.

## Istoric
Localitatea Baškovce este atestată documentar din 1410.

## Demografie
| An:                | 1994 | 2004   | 2014   | 2024   |
| ------------------ | ---- | ------ | ------ | ------ |
| Număr de persoane: | 438  | 426    | 427    | 388    |
| Diferență:         |      | −2,73% | +0,23% | −9,13% |

| An:                | 2023 | 2024   |
| ------------------ | ---- | ------ |
| Număr de persoane: | 395  | 388    |
| Diferență:         |      | −1,77% |